# 和谐号CRH1型电力动车组
和谐号CRH1型电力动车组，是中华人民共和国铁道部为进行中国铁路第六次大提速，于2004年起向庞巴迪运输和青岛四方庞巴迪铁路运输设备有限公司（BST）（前称“青岛四方－庞巴迪－鲍尔铁路运输设备有限公司”、BSP）订购的CRH系列高速电力动车组车款之一。中国铁道部将所有引进国外技术、联合设计生产的中国铁路高速（CRH）车辆均命名为「和谐号」。

## 簡介

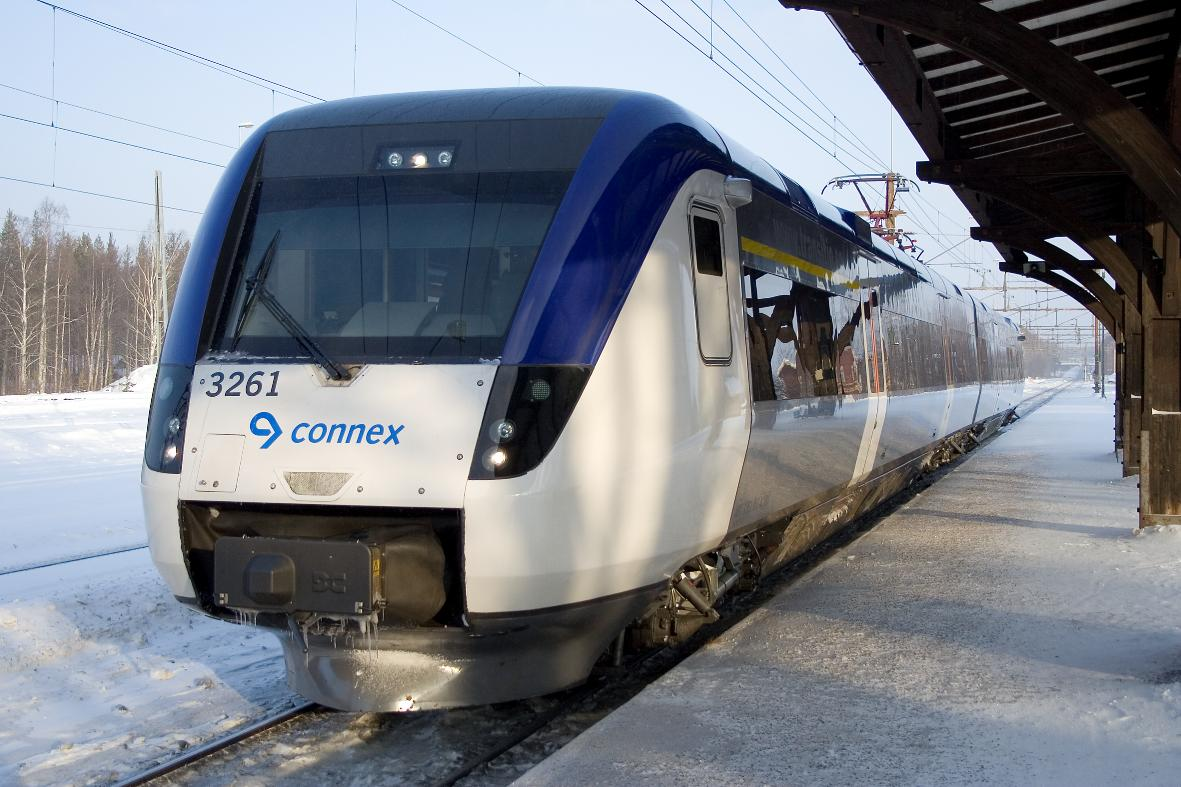
来自瑞典的原型车

CRH1A型高速列車的原型車是龐巴迪運輸為瑞典国铁（SJ）设计的Regina C2008型电力动车组。2004年6月，鐵道部展開為用於中國鐵路第六次大提速、時速200公里級別的第一輪高速動車組技術引進招標，中外合資企業青島四方－龐巴迪－鮑爾鐵路運輸設備有限公司（BSP）為中標廠商之一，获得了20列的订单。2004年10月12日，铁道部與BSP正式签订合同，合同编号790，铁道部代表签约方为广州铁路（集团）公司。2005年5月30日，广深铁路股份有限公司决定以25.83亿元人民币的价格向BSP另外订购20列時速200公里級別动车组，以满足广深铁路第四线于2008年开通之后的运营需求；同年8月25日，广深铁路公司董事会通过有关议案。而BSP的40列時速200公里級別动车组其后最終被定型為CRH1A，动车编号为CRH1A-1001-CRH1A-1040。
牵引及供电系统方面，CRH1型电力动车组采用交－直－交传动，即牵引电源经过单相定频交流电压→固定直流电压→三相变压变频交流电压的转换后，供应交流牵引电动机并驱动列车运行。首先，受电弓通过接触网接入25,000V（50Hz）的高压交流电，输送给牵引变压器，降压成单相902V（50 Hz）的交流电。降压后的交流电再输入整流器（或称变流器），其中2台并联的四象限脉冲整流器模块（LCM）将输入的交流电压整流成两路1650V直流电，其中一路直流电再经2台IGBT牵引逆变器模块（MCM）逆变成电压和频率均可控制的三相交流电驱动电压，输送给牵引电动机牵引列车。同时，另一路直流电输入辅助逆变器模块（ACM），同步将1650V直流电转换成三相876V（50 Hz）交流电，输出至滤波箱的三相变压器，变压并输出三相400V（50 Hz）交流电源交流电输出至列车上的用电设备。另外，牵引变流器在再生制动过程中，也负责将牵引电动机产生的电能反馈至电网上。动车组的牵引电动机采用了三相鼠笼异步交流电动机，架悬式安装在转向架上，冷却方式为强迫风冷，电动机控制方式为矢量控制。电动机通过联轴节链接驱动齿轮，最后带动轮对输出力矩。
值得一提的是，在此系列的车辆中，早期的CRH1A，CRH1B这两种型号由于外观，坐乘感受酷似地铁，又因为其主要执行城际铁路的运输任务，加上此系列的原型车也是主要执行城际铁路运输任务。所以在中国大陆的火车迷又把它称之为“大地铁”，也因为气密性差，过隧道时负压会造成耳朵不适而被戏称为“耳膜快乐车”。

## 型号
CRH1型电力动车组主要有四种型号：CRH1A、CRH1B、CRH1E和CRH1A-A，其中CRH1B和CRH1E各有两种头型。

### CRH1A
CRH1A采用交流传动及动力分散式，标称速度为200公里/小时，持续运营速度为200公里/小时，最大运营速度为250公里/小时，但实际运用中CRH1A的最大运营速度受动车组微机控制系统软件锁定（软件限速），初期最高运营速度为200公里/小时，至后期大部分均放宽至220公里/小时，而最新的第二批增购车进一步提高到250公里/小时。列车編組方式是全列8节，包括5節動車及3節拖車（5M3T）。首批CRH1A列车编组包括2节一等座车、5节二等座車、1节二等座車／餐車，而第二批增购车改为2节一等座车、4节二等座車、1节一等/二等座车、1节二等座車／餐車。动车组轴重不大于16吨，牵引总功率5300千瓦，车体为不锈钢焊接结构。列车在2、7号车厢设有受电弓及附属装置，受电弓工作高度最低5.3米、最高6.5米。动车组正常运行时，采用单弓受流，另一台备用，处于折叠状态。车端连接装置采用德国系统的夏芬伯格式10号（英語：Scharfenberg Type 10）密接全自动车钩，内置机械、空气、电气连接机构和通路。头车两端采用半自动密接车钩，内有机械、空气连接机构和通路，带有车钩引导杆（Coupler alignment bar），容许两组动车重联运行。列车网络控制系统采用符合IEC 61375标准的TCN分布式智能网络系统，通过网络对列车及各设备实施控制、监视和诊断。
CRH1A动车组全部由BSP在青島的廠房组装生產。第一組列車（CRH1A-1001）於2006年8月30日在青島出廠，并在同年9月至12月間先后到北京環型鐵路試驗場、遂渝鐵路、京滬鐵路、膠濟鐵路、隴海鐵路和廣深鐵路等地進行試驗。2007年2月1日起，CRH1A動車組正式開始在廣深線投入載客試運行，首發車次為T971次，由廣州東站出發前往深圳站。最初生产的11組CRH1A（编号CRH1A-1001～CRH1A-1011）的风笛是置於駕駛室擋風玻璃上方，在其後出廠的車輛（编号CRH1A-1012～CRH1A-1040）則改至列车首尾两端的連結器整流罩兩側。而首批CRH1A型的最后一列（CRH1A-1040）已於2009年3月7日出厂并交付上海铁路局。CRH1A又在2009年10月开始配属成都铁路局，运行成都-都江堰间的市域快速铁路和重慶北—遂宁—成都的城际列车。
2010年7月，中国铁道部向BST追加订购第二批40列CRH1A（编号CRH1A-1081～CRH1A-1120），签订合同的铁路局代表为成都铁路局及南昌铁路局，订单总值7.61亿美元，折合约52亿元人民币，其中庞巴迪的份额为3.73亿美元。这批CRH1A增购车于2010年9月开始交付，到2011年5月交付完毕。第二批CRH1A动车组在第一批的基础上作了少量改进，除了列车最大运营速度因取消了软件限速而达到时速250公里/小时，及对部分列车设备重新布置，最明显的差异是四号和五号车厢的座席布置。五号车厢由二等座车/餐车（ZEC）改为一等/二等座车（ZYE），采用一等包厢座席和二等座混合布置，二等座座席数量减少至61个，但新增了四个一等座包间共16个座席，其中2人包间和6人包间各两个，五号车厢总定员77人。而四号车厢则由二等座车改成二等座车/餐车。按铁道部统一计划，CRH1A增购车将供南昌铁路局、成都铁路局和广州铁路集团分配运用。
2012年9月，中国铁道部更改有關和諧號CRH380D型電力動車組的訂單，在新訂單中，铁道部將訂購106列CRH1A，其中60列為新一代CRH1。新一代CRH1使用鋁合金車身以減輕重量，同时增強牽引系統驱动力，優化列車氣密性，以及减少能源消耗。
由2014年7月1日起，所有CRH系列动车组編號均作出了更改，原編號為（CRH1—xxxA），現改為（CRH1A-1xxx），該日之後的生產动车组均依照新規定之格式定編號。
由於CRH1主要用於城際運輸，加上车体外观與地鐵列车相似，而其原形車（Regina C2008）在国外都是以兩節或三節短編組运行，所以中国國內铁路迷普遍將CRH1A及CRH1B型動車組稱為「大地鐵」。例如在广深线上开行的广深城际动车组列车中，其列车发车密度是大约为10分钟，部分时段更是达到5分钟一班；而目前行驶在沪宁线、沪杭线的城际列车中，其发车密度也大约只有15分钟左右，犹如城市轨道交通线路；另外列车设计也酷似上海轨道交通6号线、8号线的AC12、AC07列车。
- 在深圳站試運行的初期出厂的CRH1A，风笛在车头上方。
- 在深圳站后期出厂的CRH1A，风笛改在车头下方两侧。
- 停靠在深圳站4站台的CRH1A
- 行驶在广深铁路上的CRH1A
- CRH1A设有寬身車門，及方便旅客上下车的伸缩式脚踏板
- CRH1A一等座车内部
- CRH1A二等座车内部
- CRH1A的二等座/餐车内部
- 採用舊款字體CRH1A型动車組車內的顯示屏，顯示列车當時運行速度。
- 採用新款字體的CRH1A型动車組車內的顯示屏，顯示列车當時運行速度（攝於2019年2月7日）。
- 採用新款字體的CRH1A型动車組車內的顯示屏，顯示列车當時運行速度（攝於2019年8月20日）。

### CRH1A-A
CRH1A-A原称CRH1A-250、新CRH1A，是由青岛四方庞巴迪铁路运输设备设计、制造，基于CRH1技术的动车组列车，同时借鉴CRH380D的设计，采用“故障导向安全”的设计理念，使用铝合金材料；具有载客量大、快起快停、快速乘降的技术优势。在外观上，CRH1A-A头型与CRH380D型动车组接近，但是比后者短，且涂装上也略有不同。
新型CRH1A动车组列车配备了613个座椅，比原CRH1A型车减少32个；其中，一等座只分布于1号车厢，共48个座位，原CRH1A型8号车的一等座改为二等座，取消了原有的一等座包座。跟最早版本CRH1A二等座座位不可转动相比，CRH1A-A型车二等座座椅可通过扶手内侧功能按钮来调节椅背。另外，跟原CRH1A只在一等座车厢配备充电插头相比，新1A在每排座位下面都设置了充电插座。在车厢设计上CRH1A-A取消了原两舱式设计，通体皆为大舱；每节车厢由原先的2个车门改为4个，并在车厢连接处设置了大件行李存放处。
2015年8月11日，首列CRH1A-A列车CRH1A-1169沪昆高铁广铁管内长沙南-怀化南区间开始进行30万公里运用考核。
2016年3月，CRH1A-A型动车从广州直抵粤海铁路有限责任公司三亚动车所，开始在环岛高铁试运行。2016年10月24日，CRH1A-A型动车正式配属，CRH1A-A-1171~1178配属广州铁路集团（现广州局集团）三亚动车所。
截至目前，63列CRH1A-A型动车组配属广州局集团广州动车段，分别配属三亚动车所、潮汕动车所；24列配属南昌局集团福州动车段，全数配属福州南动车所。
- CRH1A-A-1214在海口站
- CRH1A-A-1174在厦深铁路担当的原D7404终到潮汕站原6站台
- CRH1A-A执行D3101次列车行驶在沪杭客运专线丁桥段
- 停靠在三亚站站内的CRH1A-A
- CRH1A-A动车组一等座车厢
- CRH1A-A动车组二等座车厢
- CRH1A-A动车组餐车车厢

### CRH1B
BSP在2007年10月31日再獲得铁道部20列16节编组动车组新訂单，合同编号796。其中20列是在CRH1A基礎上扩编至16节车厢的大编号座车高速列车，稱为CRH1B，编号为CRH1B-1041～CRH1B-1060。全列16节編組中包括10节动车配6节拖车（10M6T），其中包括3节一等座车，12节二等座车，1节餐车。最高运营速度为200—250km/h，而车体外观不变。2009年3月5日，第一列CRH1B型动车组完成了BSP公司内部的环形线测试，3月8日开始在北京环行铁道试验。CRH1B动车组在2009年4月起配属上海铁路局，运行上海—南京、上海南—杭州的城际列车。整批20列CRH1B动车组在2010年4月交付完毕。2011年发生的动车组列车追尾事故中，D3115车次的列车就是這种型号。
2012年10月，原本属於第16列至第20列的CRH1E，按铁道部要求以原有CRH1E的头型制造成大编组的CRH1B，令到CRH1B总数增至25列。
由2014年7月1日起，所有CRH系列动车组编号均作出了更改，原编号为（CRH1—xxxB），现改为（CRH1B-1xxx）。
- 一组CRH1B于上海站
- 一组CRH1B列车于上海西站
- 新旧头型CRH1B的对比，新头型CRH1B更接近于CRH1E
- 新头型的CRH1B于镇江站

### CRH1E
而2007年10月31日签订的合同中另外20列动车组（CRH1E-1061～CRH1E-1080）以龐巴迪新研發的ZEFIRO 250系列為基礎，为16节车厢的大編組卧铺动车组，每组包括10節動車配6節拖車（10M6T），最高运营速度为250公里/小时，車標示為200公里/小時，成为世界上第一种能达到200-250公里/小时的高速卧铺动车组。現時主要負責動臥及中短途班次，在一般情況下，列車在夜間行駛如杭福深客運專線時速為200公里/小時，而在沪昆高铁、京广高铁及广深港高铁（广深段）則可運行至250公里/小時。
列車所使用的龐巴迪MITRAC牽引系統由龐巴迪CPC牽引系統公司（龐巴迪在常州设立的中外合資公司）和龐巴迪在歐洲的工廠生產。首12列CRH1E型动车组编组中有1节豪华软卧车（WG）、12节软卧车（WR）、2节二等座车（ZE）和1节餐车（CA），全列定员618人。其中位于10号车厢的高级软卧车每车定员16人，设8个包厢，每个包厢2个铺位，每个包厢中均有沙发和衣柜，但没有独立卫生间，车厢一端设有带转角式沙发的休息室。但由第13列动车组（CRH1E-1073）起取消了高级软卧车，并以软卧车代替，全列定员增加至642人。
2009年10月，首列CRH1E型动车组出厂，并配属上海铁路局。2009年11月4日，CRH1E开始上线运营，担当来往北京、上海的D313/314次动车组列车。2011年至2015年，成都铁路局曾配属部分CRH1E，此后成都局于2025年6月再次配属6组CRH1E。
CRH1E实际交付15列（CRH1E-1061～CRH1E-1075），第15列于2010年8月交付。最後5列改由CRH1B（使用CRH1E头型）取代，编号为1076~1080。
由2014年7月1日起，所有CRH系列动车组編號均作出了更改，原編號為（CRH1—xxxE），現改為（CRH1E-1xxx）。
- 两列CRH1E动车组列车在上海虹桥站
- CRH1E车头造型
- CRH1E與其他CRH系列動車組正在上海虹桥站整備
- CRH1E列车在無錫站
- CRH1E二等座
- 卧铺走廊
- CRH1E軟臥上鋪
- 头批CRH1E高级软卧车的休息区

#### CRH1E-NG（非官方名称）
CRH1E-NG（非官方名称；NG=Next Generation），也被称作新1E（非官方名称；補充原由1E改為1B的第16至20列車），或称作CRH1E-250，由四方庞巴迪制造，并已于2015年12月下线。CRH1E-NG的头型更改为类似于同属庞巴迪ZEFIRO平台的CRH1A-A的形式，同时由原来的不锈钢车体改为铝合金车体，改善了车体气密性。全车16编组，配置为10动6拖，功率11000kW。最高运行速度250km/h，最高试验速度280km/h。
CRH1E-NG设计为卧铺动车组，主要为夜间运行，但在实际情况中会套跑一些短途动车（曾承运D2348和D2347）。因此，CRH1E-NG型动车组软卧铺为可调整坐席设计，上铺床板改为上翻式设计，可向上抬起。下铺床位侧墙处增设了背靠软垫，软垫间设计有隐藏式的下拉式扶手。一个4人软卧包间可以改为6人软座包间。
同时，CRH1E-NG型动车组也增加了一些人性化设施：比如双号车厢配备3个卫生间，灯光的优化等。为避免不必要的浪费，原CRH1E的餐车（CA）改成了餐车软卧合造车（WRC）。
- 一组CRH1E-NG于北京南站
- 一列CRH1E-NG列车于上海站
- 新CRH1E餐车软卧合造车的车体外观
- 软卧车下层床位有“坐卧两用”功能
- 卧铺包间门口的液晶显示屏显示该包间的编号
- 二等车厢内部
- 餐车软卧合造车：走廊右侧为列车厨房

## 配属概況
截至2018年4月，总共已有260组CRH1系列高速列車出厂，編號1001～1260。
| 配属           | 数量 | 动车组编号                                                                                                 | 运用所         | 备注                                                                                         |
| -------------- | ---- | --- | -------------- | -------------------------------------------------------------------------------------------- |
| CRH1A          |      | |                |                                                                                              |
| 广州局集團     | 15   | 1001、1002、1007、1008、1010～1020                                                                         | 广州東         |                                                                                              |
| 广州局集團     | 38   | 1003～1006、1009、1086～1090、1094～1104、1106～1109、1117～1119、1123、1124、1141～1143、1154、1165～1168 | 佛山（客專場） |                                                                                              |
| 南昌局集團     | 21   | 1121、1122、1125～1140、1144～1153、1155～1164                                                             | 福州南         |                                                                                              |
| 南昌局集團     | 17   | 1081～1085、1091～1093、1105、1110～1116、1120                                                             | 廈門北         |                                                                                              |
| 成都局集團     | 20   | 1021～1040                                                                                                 | 天府           |                                                                                              |
| CRH1B          |      | |                |                                                                                              |
| 上海局集團     | 19   | 1041～1045、1047～1080                                                                                     | 南翔           | 1076～1080為第一代CRH1E頭型                                                                  |
| 中国铁路总公司 | 1    | 1046 | 已退役         | 该列車因甬台温铁路脱轨事故，13至16號车廂因脱轨而报废， 1至12號車厢被鐵路總公司改為訓練列車。 |
| CRH1E          |      | |                |                                                                                              |
| 成都局集團     | 6    | 1061～1066                                                                                                 | 天府           |                                                                                              |
| 上海局集團     | 6    | 1067、1229～1233                                                                                           | 艮山门         | 1229以后为CRH1A-A头型CRH1E（也无高级软卧）。                                                 |
| 上海局集團     | 8    | 1068～1075                                                                                                 | 南翔           | 1073~1075无高级软卧。                                                                        |
| CRH1A-A        |      | |                |                                                                                              |
| 广州局集團     | 45   | 1169、1171～1176、1211、1217～1227、1234～1239、1241～1260                                                 | 潮州           |                                                                                              |
| 广州局集團     | 18   | 1170、1177～1184、1209、1210、1212～1216、1228、1240                                                       | 三亞           |                                                                                              |
| 南昌局集團     | 24   | 1185～1208                                                                                                 | 福州南         |                                                                                              |

## 列車編組
车厢型号
- ZY：一等座車（First Class Coach）
- ZYS：一等 / 商務座車（First / Business Class Coach）
- ZYT：一等 / 特等座車（First / Premier Class Coach）
- ZE：二等座車（Second Class Coach）
- ZYE：一等 / 二等座車（First / Second Class Coach）
- ZEC：二等座車 / 餐車（Second Class Coach / Dining Car）
- CA：餐車（Dining Car）
- WR：软卧车（Soft Sleeper）
- WG：高级软卧车（Luxury Sleeper）

拉丁字母意思
- Z：Zuo（拼音），座，座车
- Y：Yi（拼音），一，一等
- E：Er（拼音），二，二等
- S：Shang（拼音），商，商務
- T：Te（拼音），特，特等
- C/CA：Can（拼音），餐，餐车
- W：Wo（拼音），卧，卧车
- R：Ruan（拼音），软，软卧
- G：Gao（拼音），高，高级

### CRH1A / CRH1A-A
CRH1A-1081~1085、1091~1093、1105、1110~1116、1120，以及CRH1A-1121~1166，信息暂缺。
| 车厢号                                                          | 1                      | 2                      | 3           | 4              | 5              | 6           | 7                      | 8                      |
| 车型 （1001～1012、1014-1016、1018、1021-1040、1167、1168）     | 一等座车               | 二等座车               | 二等座车    | 二等座车       | 二等座車／餐車 | 二等座车    | 二等座车               | 一等座车               |
| 车型 （1013、1017、1019-1020）                                  | 一等/商务座车          | 二等座车               | 二等座车    | 二等座车       | 二等座車／餐車 | 二等座车    | 二等座车               | 一等/特等座车          |
| 车型 （1086~1090、1094~1104、1106~1109、1117、1119）            | 一等座车               | 二等座车               | 二等座车    | 二等座車／餐車 | 一等／二等座車 | 二等座车    | 二等座车               | 一等座车               |
| 车型 CRH1A-A （1169～1228、1234～1244）                         | 一等座车               | 二等座车               | 二等座车    | 二等座車／餐車 | 二等座车       | 二等座车    | 二等座车               | 二等座车               |
| 动力配置                                                        | 有动力，带驾驶室（Mc） | 无动力，带受电弓（Tp） | 有动力（M） | 有动力（M）    | 无动力（T）    | 有动力（M） | 无动力，带受电弓（Tp） | 有动力，带驾驶室（Mc） |
| 动力单元                                                        | 单元1                  | 单元1                  | 单元1       | 单元2          | 单元2          | 单元3       | 单元3                  | 单元3                  |
| 车辆编号 （1001～1012、1014-1016、1018、1021-1040、1167、1168） | CRH1A-1xxx ZY 1xxx01   | ZE 1xxx02              | ZE 1xxx03   | ZE 1xxx04      | ZEC 1xxx05     | ZE 1xxx06   | ZE 1xxx07              | CRH1A-1xxx ZY 1xxx00   |
| 车辆编号 （1013、1017、1019-1020）                              | CRH1A-1xxx ZYS 1xxx01  | ZE 1xxx02              | ZE 1xxx03   | ZE 1xxx04      | ZEC 1xxx05     | ZE 1xxx06   | ZE 1xxx07              | CRH1A-1xxx ZYT 1xxx00  |
| 车辆编号 （1086~1090、1094~1104、1106~1109、1117、1119）        | CRH1A-1xxx ZY 1xxx01   | ZE 1xxx02              | ZE 1xxx03   | ZEC 1xxx04     | ZYE 1xxx05     | ZE 1xxx06   | ZE 1xxx07              | CRH1A-1xxx ZY 1xxx00   |
| 车辆编号 （1169～1228、1234～1260）                             | CRH1A-A-1xxx ZY 1xxx01 | ZE 1xxx02              | ZE 1xxx03   | ZEC 1xxx04     | ZE 1xxx05      | ZE 1xxx06   | ZE 1xxx07              | CRH1A-A-1xxx ZE 1xxx00 |
| 定员 （1001～1012、1014-1016、1018、1167、1168）                | 72                     | 101                    | 101         | 101            | 24             | 101         | 101                    | 72                     |
| 定员 （1013、1017、1019～1020）                                 | 57                     | 101                    | 101         | 101            | 24             | 101         | 101                    | 68                     |
| 定员 （1021～1040）                                             | 64                     | 92                     | 92          | 92             | 24             | 92          | 92                     | 64                     |
| 定员 （1086~1090、1094~1104、1106~1109、1117、1119）            | 64                     | 92                     | 92          | 24             | 77             | 92          | 92                     | 64                     |
| 定员 （1169～1228、1234～1244）                                 | 48                     | 90                     | 90          | 77             | 63             | 90          | 90                     | 65                     |

- xxx：列車編號（001～040；081～228、234～260、167-168）
- CRH1A-1013、CRH1A-1017、CRH1A-1019和CRH1A-1020於2022年進行了改造，其01車改造為一等/商務座車，00車（8號車廂）改造為一等/特等座車，2023年初起全數列車暫時擔當廣深城際列車；2023年4月1日鐵路實行新運行圖起，共計兩組擔當廣州東-香港西九龍間“G”字頭列車，一組擔當廣深城際週末線列車，一組擔當熱備車。

### CRH1B
| 车厢号                        | 1                      | 2                      | 3           | 4           | 5           | 6           | 7                      | 8           | 9           | 10                     | 11          | 12          | 13          | 14          | 15                     | 16                     |
| 车型                          | 二等座车               | 二等座车               | 二等座车    | 二等座车    | 二等座车    | 二等座车    | 二等座车               | 二等座车    | 餐車        | 二等座车               | 二等座车    | 二等座车    | 二等座车    | 一等座车    | 一等座车               | 一等座车               |
| 动力配置                      | 有动力，带驾驶室（Mc） | 无动力，带受电弓（Tp） | 有动力（M） | 有动力（M） | 无动力（T） | 有动力（M） | 无动力，带受电弓（Tp） | 有动力（M） | 有动力（M） | 无动力，带受电弓（Tp） | 有动力（M） | 无动力（T） | 有动力（M） | 有动力（M） | 无动力，带受电弓（Tp） | 有动力，带驾驶室（Mc） |
| 动力单元                      | 单元1                  | 单元1                  | 单元1       | 单元2       | 单元2       | 单元2       | 单元3                  | 单元3       | 单元4       | 单元4                  | 单元5       | 单元5       | 单元5       | 单元6       | 单元6                  | 单元6                  |
| 车辆编号 （CRH1B-1041～1060） | CRH1B-1xxx ZE 1xxx01   | ZE 1xxx02              | ZE 1xxx03   | ZE 1xxx04   | ZE 1xxx05   | ZE 1xxx06   | ZE 1xxx07              | ZE 1xxx08   | CA 1xxx09   | ZE 1xxx10              | ZE 1xxx11   | ZE 1xxx12   | ZE 1xxx13   | ZY 1xxx14   | ZY 1xxx15              | CRH1B-1xxx ZY 1xxx00   |
| 车辆编号 （CRH1B-1076~1080）  | CRH1B-1xxx ZE 1xxx01   | ZE 1xxx02              | ZE 1xxx03   | ZE 1xxx04   | ZE 1xxx05   | ZE 1xxx06   | ZE 1xxx07              | ZE 1xxx08   | CA 1xxx09   | ZE 1xxx10              | ZE 1xxx11   | ZE 1xxx12   | ZE 1xxx13   | ZY 1xxx14   | ZY 1xxx15              | CRH1B-1xxx ZY 1xxx00   |
| 定員 （1040~1060）            | 79                     | 92                     | 92          | 92          | 92          | 92          | 92                     | 92          |             | 92                     | 92          | 92          | 92          | 72          | 72                     | 64                     |
| 定員 （1076~1080）            | 68                     | 93                     | 93          | 93          | 93          | 93          | 93                     | 93          |             | 93                     | 93          | 93          | 93          | 79          | 75                     | 54                     |

- xxx：列車編號（041～060；076～080）

### CRH1E
| 车厢号                       | 1                      | 2                      | 3           | 4           | 5           | 6           | 7                      | 8           | 9              | 10                     | 11          | 12          | 13          | 14          | 15                     | 16                     |
| 车型 （1061～1072）          | 二等座车               | 软卧车                 | 软卧车      | 软卧车      | 软卧车      | 软卧车      | 软卧车                 | 软卧车      | 餐車           | 高级软卧车             | 软卧车      | 软卧车      | 软卧车      | 软卧车      | 软卧车                 | 二等座车               |
| 车型 （1073～1075）          | 二等座车               | 软卧车                 | 软卧车      | 软卧车      | 软卧车      | 软卧车      | 软卧车                 | 软卧车      | 餐車           | 软卧车                 | 软卧车      | 软卧车      | 软卧车      | 软卧车      | 软卧车                 | 二等座车               |
| 车型 CRH1E-250 (1229～1233） | 二等座车               | 软卧车                 | 软卧车      | 软卧车      | 软卧车      | 软卧车      | 软卧车                 | 软卧车      | 餐車软卧合造车 | 软卧车                 | 软卧车      | 软卧车      | 软卧车      | 软卧车      | 软卧车                 | 二等座车               |
| 动力配置                     | 有动力，带驾驶室（Mc） | 无动力，带受电弓（Tp） | 有动力（M） | 有动力（M） | 无动力（T） | 有动力（M） | 无动力，带受电弓（Tp） | 有动力（M） | 有动力（M）    | 无动力，带受电弓（Tp） | 有动力（M） | 无动力（T） | 有动力（M） | 有动力（M） | 无动力，带受电弓（Tp） | 有动力，带驾驶室（Mc） |
| 定员 （1061～1072）          | 61                     | 40                     | 40          | 40          | 40          | 40          | 40                     | 40          | /              | 16                     | 40          | 40          | 40          | 40          | 40                     | 61                     |
| 定员 （1073～1075）          | 61                     | 40                     | 40          | 40          | 40          | 40          | 40                     | 40          | /              | 40                     | 40          | 40          | 40          | 40          | 40                     | 61                     |
| 定员 （1229～1233）          | 55                     | 40                     | 40          | 40          | 40          | 40          | 40                     | 40          | 12             | 40                     | 40          | 40          | 40          | 40          | 40                     | 55                     |
| 车辆编号 （1061～1072）      | CRH1E-1xxx ZE 1xxx01   | WR 1xxx02              | WR 1xxx03   | WR 1xxx04   | WR 1xxx05   | WR 1xxx06   | WR 1xxx07              | WR 1xxx08   | CA 1xxx09      | WG 1xxx10              | WR 1xxx11   | WR 1xxx12   | WR 1xxx13   | WR 1xxx14   | WR 1xxx15              | CRH1E-1xxx ZE 1xxx00   |
| 车辆编号 （1073～1075）      | CRH1E-1xxx ZE 1xxx01   | WR 1xxx02              | WR 1xxx03   | WR 1xxx04   | WR 1xxx05   | WR 1xxx06   | WR 1xxx07              | WR 1xxx08   | CA 1xxx09      | WR 1xxx10              | WR 1xxx11   | WR 1xxx12   | WR 1xxx13   | WR 1xxx14   | WR 1xxx15              | CRH1E-1xxx ZE 1xxx00   |
| 车辆编号 （1229～1233）      | CRH1E-1xxx ZE 1xxx01   | WR 1xxx02              | WR 1xxx03   | WR 1xxx04   | WR 1xxx05   | WR 1xxx06   | WR 1xxx07              | WR 1xxx08   | WRC 1xxx09     | WR 1xxx10              | WR 1xxx11   | WR 1xxx12   | WR 1xxx13   | WR 1xxx14   | WR 1xxx15              | CRH1E-1xxx ZE 1xxx00   |

- xxx：列車編號（061～075、229～233）

## 技術數據
| 车型                 | CRH1A | CRH1B | CRH1E |
| -------------------- | --- | --- | --- |
| 動力配置             | 5M3T：2（2M+1T）+（1M+1T）                                                                                | 10M6T：4（2M+1T）+2（1M+1T）                                                                              | 10M6T：4（2M+1T）+2（1M+1T）                                                                              |
| 車廂類型             | 2節一等座車 5節二等座車 1節二等座車／餐車                                                                 | 3節一等座車 12節二等座車 1節餐車                                                                          | 12節軟臥車 1節豪華軟臥車 2節二等座車 1節餐車                                                              |
| 客室佈置             | 一等座：2+2 二等座：2+3                                                                                   | 一等座：2+2 二等座：2+3                                                                                   | 二等座：2+3 軟臥：1房4鋪 高级軟臥：1房2鋪                                                                 |
| 最高運營速度（km/h） | 200-250 (視乎出廠批次及軟限情況)                                                                          | 200-250 (視乎出廠批次及軟限情況)                                                                          | 200-250 (視乎出廠批次及軟限情況)                                                                          |
| 適應轨距（mm）       | 1435 | 1435 | 1435 |
| 適應站臺高度（mm）   | 500～1200                                                                                                 | 500～1200                                                                                                 | 500～1200                                                                                                 |
| 車體材質             | 不鏽鋼 | 不鏽鋼 | 不鏽鋼 |
| 氣密性               | 無 | 無 | 無 |
| 傳動方式             | 交—直—交                                                                                                  | 交—直—交                                                                                                  | 交—直—交                                                                                                  |
| 頭車長度（mm）       | 26950 | 26950 | 28250 |
| 中間車長度（mm）     | 26600 | 26600 | 26600 |
| 車輛寬度（mm）       | 3328 | 3328 | 3328 |
| 車輛高度（mm）       | 4040 | 4040 | 4040 |
| 轉向架               | 無搖枕空氣彈簧轉向架                                                                                      | 無搖枕空氣彈簧轉向架                                                                                      | 無搖枕空氣彈簧轉向架                                                                                      |
| 轉向架一系懸掛       | 單組鋼彈簧單側拉板定位+液壓減振器                                                                         | 單組鋼彈簧單側拉板定位+液壓減振器                                                                         | 單組鋼彈簧單側拉板定位+液壓減振器                                                                         |
| 轉向架二系懸掛       | 空氣彈簧+橡膠堆                                                                                           | 空氣彈簧+橡膠堆                                                                                           | 空氣彈簧+橡膠堆                                                                                           |
| 軸重（t）            | ≤16 | ≤16 | |
| 固定轴距（mm）       | 2700 | 2700 | |
| 牽引變流器           | 龐巴迪運輸製IGBT水冷VVVF MITRAC 1000 系列（内含 MITRAC CM-I 1500 WW （页面存档备份，存于） 系列控制模块） | 龐巴迪運輸製IGBT水冷VVVF MITRAC 1000 系列（内含 MITRAC CM-I 1500 WW （页面存档备份，存于） 系列控制模块） | 龐巴迪運輸製IGBT水冷VVVF MITRAC 1000 系列（内含 MITRAC CM-I 1500 WW （页面存档备份，存于） 系列控制模块） |
| 牵引功率             | 265 kW x20=5300 kW                                                                                        | 275 kW x40=11000 kW                                                                                       | 275 kW x40=11000 kW                                                                                       |
| 受流電壓             | AC25kV，50 Hz                                                                                             | AC25kV，50 Hz                                                                                             | AC25kV，50 Hz                                                                                             |
| 制動方式：           | 再生制动+直通式电控制动                                                                                   | 再生制动+直通式电控制动                                                                                   | 再生制动+直通式电控制动                                                                                   |
| 緊急制動距離（m）    | ≤2000（制動初速200km/h）                                                                                  | ≤3200（制动初速250km/h）                                                                                  | ≤3200（制动初速250km/h）                                                                                  |
| 輔助供電制式         | 三相AC380V，50 Hz；DC100V                                                                                 | 三相AC380V，50 Hz；DC100V                                                                                 | 三相AC380V，50 Hz；DC100V                                                                                 |

## 发现问题
- 座位无法旋转：最早出厂的21组CRH1A（编号1001～1021）列車，一等座及二等座（定员101人）均沒有迴轉座椅設備，導致座椅方向不能調校，所以整列列車大約有一半乘客会坐反向座位（倒後位），容易引致乘客不適。而其后的19组的CRH1A（編號1022～1040）及CRH1E作出了改进，通过减少定员（定员92人），使大部分座椅（二等座車／餐車除外）可以迴轉，但是迴轉座椅設備的可靠性比CRH2、CRH3和CRH5等动车组差，而且部分座椅仍不能調校。
- 座椅角度：大部分CRH1的二等車廂的座椅均不能調校角度，而所有CRH2、CRH3和部分CRH5的二等車廂的座椅均能調校角度。后期生产的CRH1E-NG、CRH1A-A型及改成特等座的CRH1A型列车解决了这个问题。
- 車廂振動：根据不完全的测试结果，由於CRH1型电力动车组採用不鏽鋼車身，時速達130km/h左右时，会和部分较旧鐵軌产生共振（目前已知广深铁路、遂成铁路和沪昆铁路存在此现象），車身會振動，這種情況是其他CRH系列所沒有的。
- 乘客上下速度慢：在大客流多停站的线路（如达成铁路），每节车厢单侧单车门设计的CRH1上下乘客的速度很慢，在高峰期经常造成列车晚点。
- 过隧道时的耳鸣感：在隧道较长且较为密集的线路（如甬台温铁路，温福铁路，遂渝铁路和沪汉蓉铁路），由于车体气密性的原因，在列车高速运行中进出隧道，会使大部分乘客产生强烈的耳鸣感，有小部分人甚至难以忍受； 而这种情况在CRH2上几乎不存在，绝大部分乘客不会有耳鸣的感觉。

- 运用于广深动车组列车的大部分CRH1的二等座是固定座椅
- CRH1A的二等座座椅，可见并无供调节座椅靠背的装置
- CRH1的车门

## 事故
- 2011年7月23日20点34分，担当D3115次列车的CRH1-046B在甬台温铁路温州黄龙下岙路段发生追尾脱轨事故，15号、16号车厢遭D301次追尾脱轨。
- 2020年6月7日，受强降雨影响，一列配属广州局集团的CRH1A-A动车组（D1862次由廣州南開往重慶西，列车编号CRH1A-A-1252）在贵广客运专线怀集至贺州段因落石发生脱轨事故。事故造成贵广客专相关路段双向封闭，沿途列车出现大面积延误。事故没有造成人员伤亡，车上248名乘客随后被转运至贺州站接续行程。[16][17]

## 参看
- Regina电力动车组
- 庞巴迪Zefiro
- 和谐号CRH380D型电力动车组
- 复兴号CR300AF型电力动车组
- SJ2000列車
- 中国铁路动车组列表